# John Mackin (attore)
John Mackin, conosciuto anche come John E. Mackin (1876), è stato un attore e regista statunitense.

## Biografia
Attore del muto, la sua carriera si svolse tutta negli anni dieci. Debuttò nel 1913 in un cortometraggio prodotto dalla Kalem Company, compagnia per la quale girò la maggior parte dei suoi film.
Nel 1915, fu uno dei registi che si alternarono sul set del serial in sedici episodi The Ventures of Marguerite interpretato da Marguerite Courtot. Fu la sua unica prova di regista.
Il suo ultimo film fu nel 1917 The Belle of the Season, dove fu diretto da S. Rankin Drew

## Filmografia
La filmografia - basata su IMDb - è completa. Quando manca il nome del regista, questo non viene riportato nei titoli

### Attore
- A Stolen Identity, regia di Robert G. Vignola - cortometraggio (1913)
- The Lost Diamond, regia di Robert G. Vignola - cortometraggio
- Chest of Fortune - cortometraggio (1914)
- The Treasure Ship - cortometraggio (1914)
- The Show Girl's Glove, regia di Robert G. Vignola - cortometraggio (1914)
- The Weakling, regia di Kenean Buel - cortometraggio (1914)
- The Brand, regia di Kenean Buel - cortometraggio (1914)
- The Hand of Fate, regia di Robert G. Vignola (1914)
- The Devil's Dansant, regia di Robert G. Vignola (1914)
- The False Guardian, regia di Robert G. Vignola (1914)
- A Midnight Tragedy, regia di Robert G. Vignola (1914)
- The Hate That Withers, regia di Robert G. Vignola (1914)
- The Scorpion's Sting, regia di Robert G. Vignola (1915)
- In the Hands of the Jury, regia di Robert G. Vignola (1915)
- Barriers Swept Aside, regia di Robert G. Vignola - cortometraggio (1915)
- The Girl of the Music Hall, regia di Kenean Buel (1915)
- The Second Commandment, regia di Kenean Buel (1915)
- The Haunted House of Wild Isle, regia di Robert G. Vignola (1915)
- The Destroyer, regia di Robert G. Vignola (1915)
- An Innocent Sinner, regia di Kenean Buel (1915)
- The Lure of Mammon, regia di Kenean Buel (1915)
- Wife for Wife, regia di Kenean Buel (1915)
- When the Mind Sleeps, regia di Kenean Buel - cortometraggio (1915)
- Hiding from the Law, regia di Guy Coombs - cortometraggio (1915)
- The Crooked Path, regia di Robert G. Vignola - cortometraggio (1915)
- Don Cesare di Bazan (Don Caesar de Bazan), regia di Robert G. Vignola (1915)
- The Game of Life, regia di Guy Coombs (1915)
- The Pretenders, regia di Robert G. Vignola (1915)
- Voices in the Dark - cortometraggio (1915)
- The Net of Deceit, regia di Harry F. Millarde - cortometraggio (1915)
- The Idol of the Stage, regia di Richard Garrick (1916)
- The Haunted Manor, regia di Edwin Middleton (1916)
- The Quality of Faith, regia di Richard Garrick (1916)
- The Lotus Woman, regia di Harry F. Millarde (1916)
- Common Sense Brackett (1916)
- The New York Peacock, regia di Kenean Buel (1917)
- Little Miss Nobody, regia di Harry F. Millarde (1917)
- The Belle of the Season, regia di S. Rankin Drew (1917)

### Regista
- The Ventures of Marguerite, co-regia di Robert Ellis e Hamilton Smith - serial cinematografico (1915)